# فینال لیگ اروپا ۲۰۲۵
فینال لیگ اروپا ۲۰۲۵ بازی نهایی لیگ اروپا ۲۵–۲۰۲۴، پنجاه و چهارمین فصل از مسابقات فوتبال باشگاهی ثانویه اروپا بود که توسط یوفا برگزار می‌شود و شانزدهمین فصل از زمان تغییر نام آن از جام یوفا به لیگ اروپا بود. این بازی در ورزشگاه سن مامس در شهر بیلبائو اسپانیا در تاریخ ۲۱ مهٔ ۲۰۲۵ میان منچستر یونایتد و تاتنهام هاتسپر برگزار شد. که در نهایت این باشگاه فوتبال تاتنهام هاتسپر بود که برای سومین بار فاتح لیگ اروپا شد.
قهرمان این دوره واجد شرایط ورود به مرحله گروهی لیگ قهرمانان ۲۶–۲۰۲۵ خواهند بود، مگر اینکه قبلاً از طریق عملکرد لیگ خود به لیگ قهرمانان اروپا راه یافته باشند (در این صورت لیست دسترسی مجدداً متعادل خواهد شد). همچنین مجوز حضور در سوپرجام اروپا ۲۰۲۵ مقابل قهرمان لیگ قهرمانان اروپا ۲۵–۲۰۲۴ را کسب خواهد کرد.

## محل برگزاری

### انتخاب میزبان
در ۱۶ ژوئیهٔ ۲۰۲۱، کمیته اجرایی یوفا اعلام کرد که به دلیل از دست دادن حق میزبانی یورو ۲۰۲۰، به سن مامس در بیلبائو حق میزبانی فینال ۲۰۲۵ و فینال لیگ قهرمانان زنان اروپا ۲۰۲۴ داده شد. این بخشی از توافقنامه تسویه حساب توسط یوفا برای به رسمیت شناختن تلاش‌ها و سرمایه‌گذاری مالی انجام‌شده برای میزبانی یورو ۲۰۲۰ بود.

## بازی

### جزئیات
تیم «خانه» (برای اهداف اجرایی) با قرعه کشی اضافی که پس از قرعه‌کشی یک چهارم نهایی و نیمه‌نهایی برگزار می‌شود مشخص می‌شود.
| TBD | v | TBD |
| --- | - | --- |
|     |   |     |